# Детрит
Детри́т (от лат. detritus — истёртый) может значить:
- мёртвое органическое вещество, временно исключённое из биологического круговорота элементов питания, которое состоит из останков беспозвоночных животных, выделений и костей позвоночных животных и др.;
- совокупность мелких (от нескольких мкм до нескольких см) неразложенных частиц растительных и животных организмов или их выделений, взвешенных в воде или осевших на дно водоёма. Являются пищей детритофагов.

Различают тонкодетритовый и грубодетритовый детриты.